# Рекиста
Рекиста́ (фр. Réquista, окс. Requistar) — коммуна во Франции, находится в регионе Окситания. Департамент — Аверон. Административный центр кантона Рекиста. Округ коммуны — Родез.
Код INSEE коммуны — 12197.
Коммуна расположена приблизительно в 540 км к югу от Парижа, в 100 км северо-восточнее Тулузы, в 36 км к югу от Родеза.

## Население
Население коммуны на 2008 год составляло 2065 человек.
| 1962 | 1968 | 1975 | 1982 | 1990 | 1999 | 2008 |
| ---- | ---- | ---- | ---- | ---- | ---- | ---- |
| 2405 | 2482 | 2625 | 2512 | 2243 | 2060 | 2065 |

## Климат
| Показатель                     | Янв. | Фев. | Март | Апр. | Май  | Июнь | Июль | Авг. | Сен. | Окт. | Нояб. | Дек. | Год  |
| ------------------------------ | ---- | ---- | ---- | ---- | ---- | ---- | ---- | ---- | ---- | ---- | ----- | ---- | ---- |
| Средний суточный максимум, °C  | 10   | 11   | 16   | 18   | 22   | 26   | 28   | 29   | 24   | 20   | 13    | 10   | 18,9 |
| Средняя температура, °C        | 6    | 6,5  | 10   | 12   | 16,5 | 20   | 22   | 22,5 | 18   | 15   | 9     | 6,5  | 13,6 |
| Средний суточный минимум, °C   | 2    | 2    | 4    | 6    | 11   | 14   | 16   | 16   | 12   | 10   | 5     | 3    | 8,4  |
| Источник: Le climat à Réquista |      |      |      |      |      |      |      |      |      |      |       |      |      |

## Экономика
В 2007 году среди 1195 человек в трудоспособном возрасте (15—64 лет) 870 были экономически активными, 325 — неактивными (показатель активности — 72,8 %, в 1999 году было 70,6 %). Из 870 активных работали 815 человек (445 мужчин и 370 женщин), безработных было 55 (27 мужчин и 28 женщин). Среди 325 неактивных 61 человек были учениками или студентами, 164 — пенсионерами, 100 были неактивными по другим причинам.

## Фотогалерея

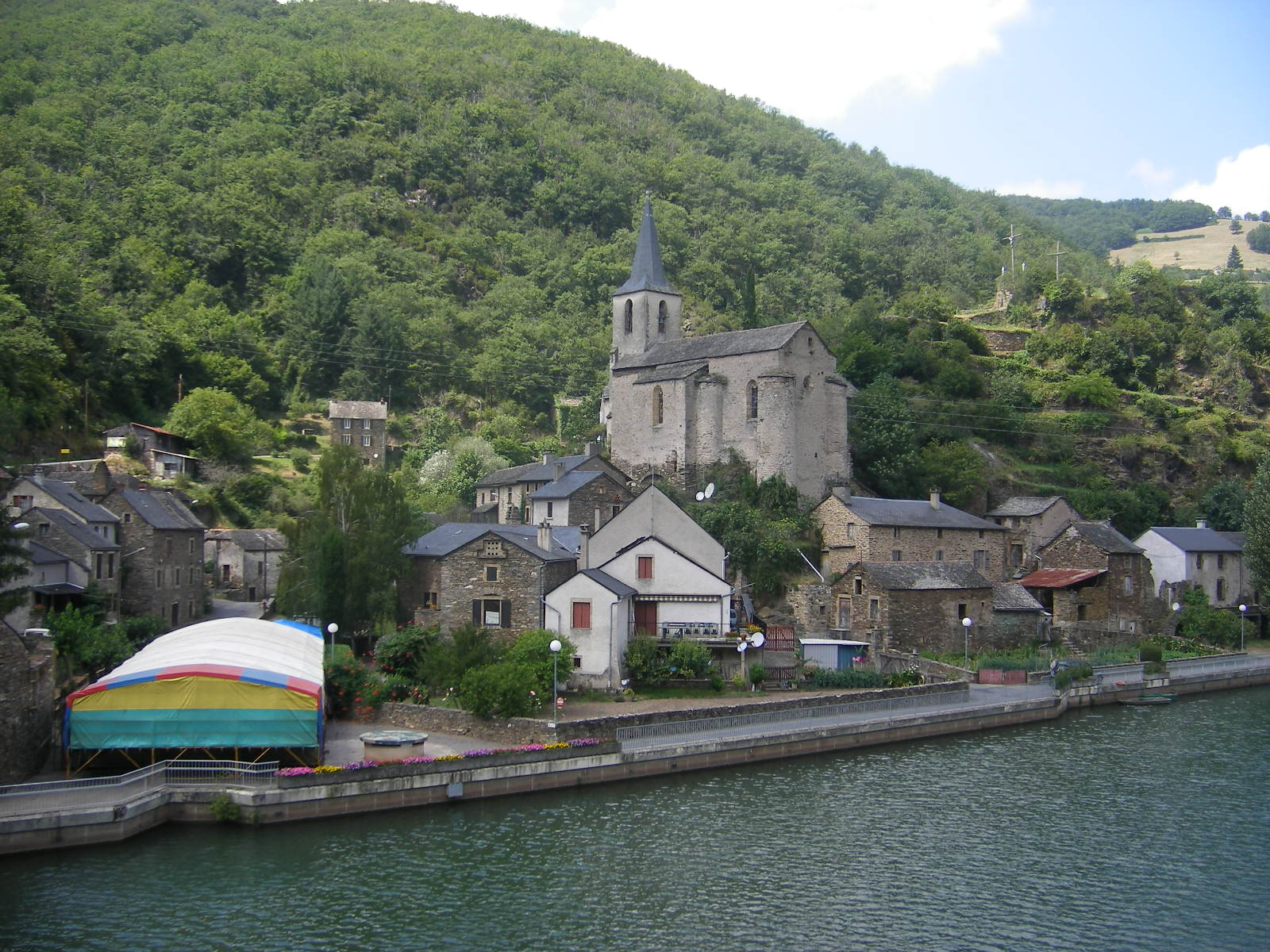
Деревня Ленку
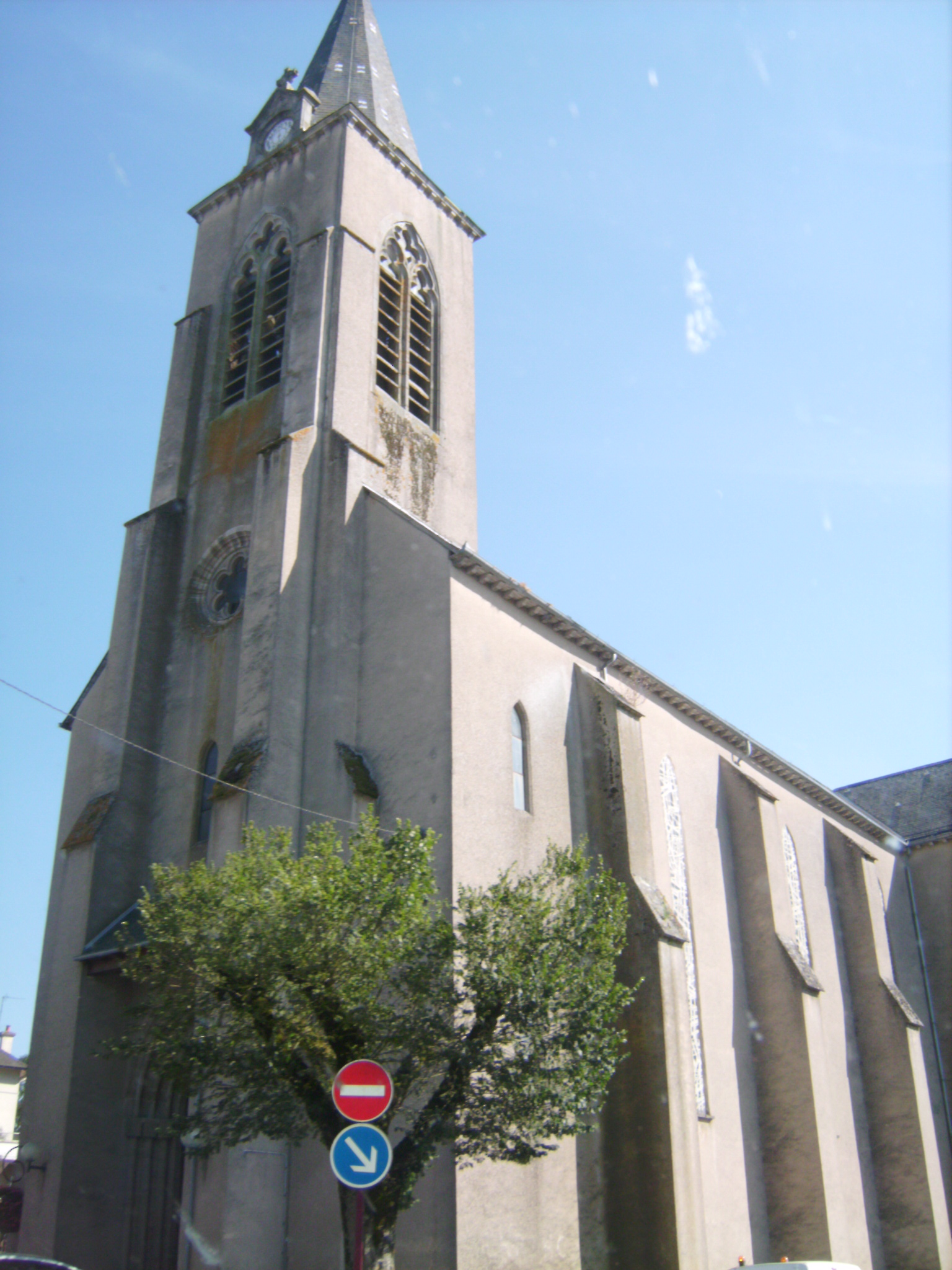
Церковь
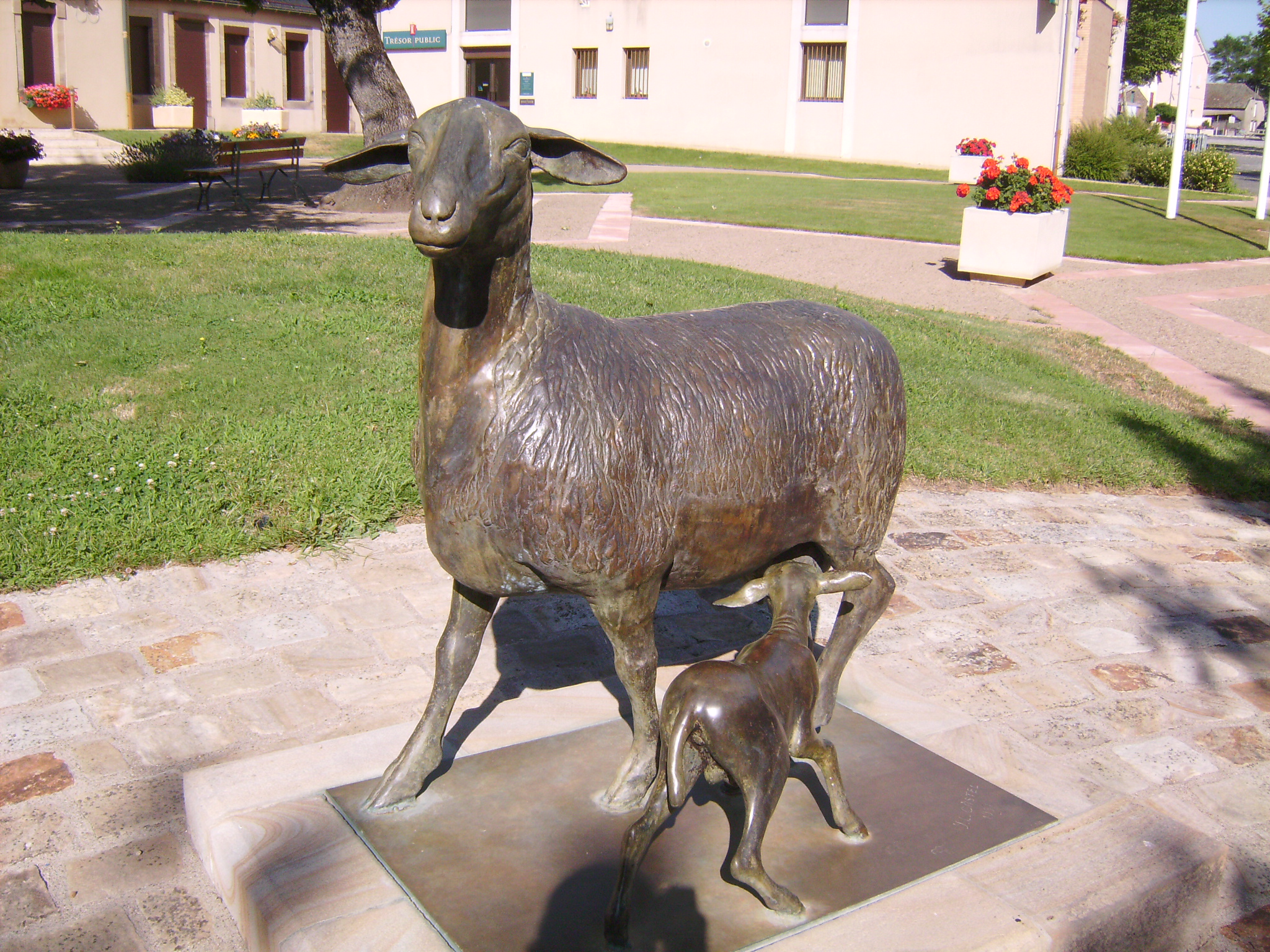
Статуя овцы с ягнёнком (Овца — символ города)